# Clathria densa
Clathria densa är en svampdjursart som först beskrevs av Burton 1959.  Clathria densa ingår i släktet Clathria och familjen Microcionidae.
Artens utbredningsområde är Arabiska havet. Inga underarter finns listade i Catalogue of Life.